# Ba Nang
Ba Nang là một xã cũ thuộc huyện Đakrông, tỉnh Quảng Trị, Việt Nam.
Xã Ba Nang có diện tích 63,89 km², dân số năm 1999 là 1.717 người, mật độ dân số đạt 27 người/km².

## Lịch sử
Ngày 16 tháng 6 năm 2025, Ủy ban Thường vụ Quốc hội ban hành Nghị quyết số 1680/NQ-UBTVQH15 về việc sắp xếp các đơn vị hành chính cấp xã của tỉnh Quảng Trị năm 2025. Theo đó, sắp xếp toàn bộ diện tích tự nhiên, quy mô dân số của xã Ba Nang, xã Tà Long, xã Đakrông thành xã mới có tên gọi là xã Đakrông.

## Hành chính
Xã Ba Hang được chia thành 6 thôn: Ba Năng, Đá Bàn, Ra Lây, Ra Poong, Ngược, Sa Trầm.